# 灯杆河
灯杆河，位于中华人民共和国吉林省南部，是东辽河右岸支流，相传清朝光绪年间朝廷大臣行围到河边，过河无桥，随从人员取一木杆横于河上登之过河，得名“登杆河”，后人据此谐音称为“灯杆河”。发源于吉林省东辽县安石镇石峰村以北，蜿蜒西南流经椅山水库、安石镇依云村、菠叶村、朝阳村、先进村，于辽源市龙山区寿山镇卫国村西南汇入东辽河。河长30.5千米，流域面积283平方千米。年均流量0.361亿立方米。灯杆河上中游两岸多水田，山上灌木丛生，下游河谷开阔，河槽较深。